# Oud-Beijerland

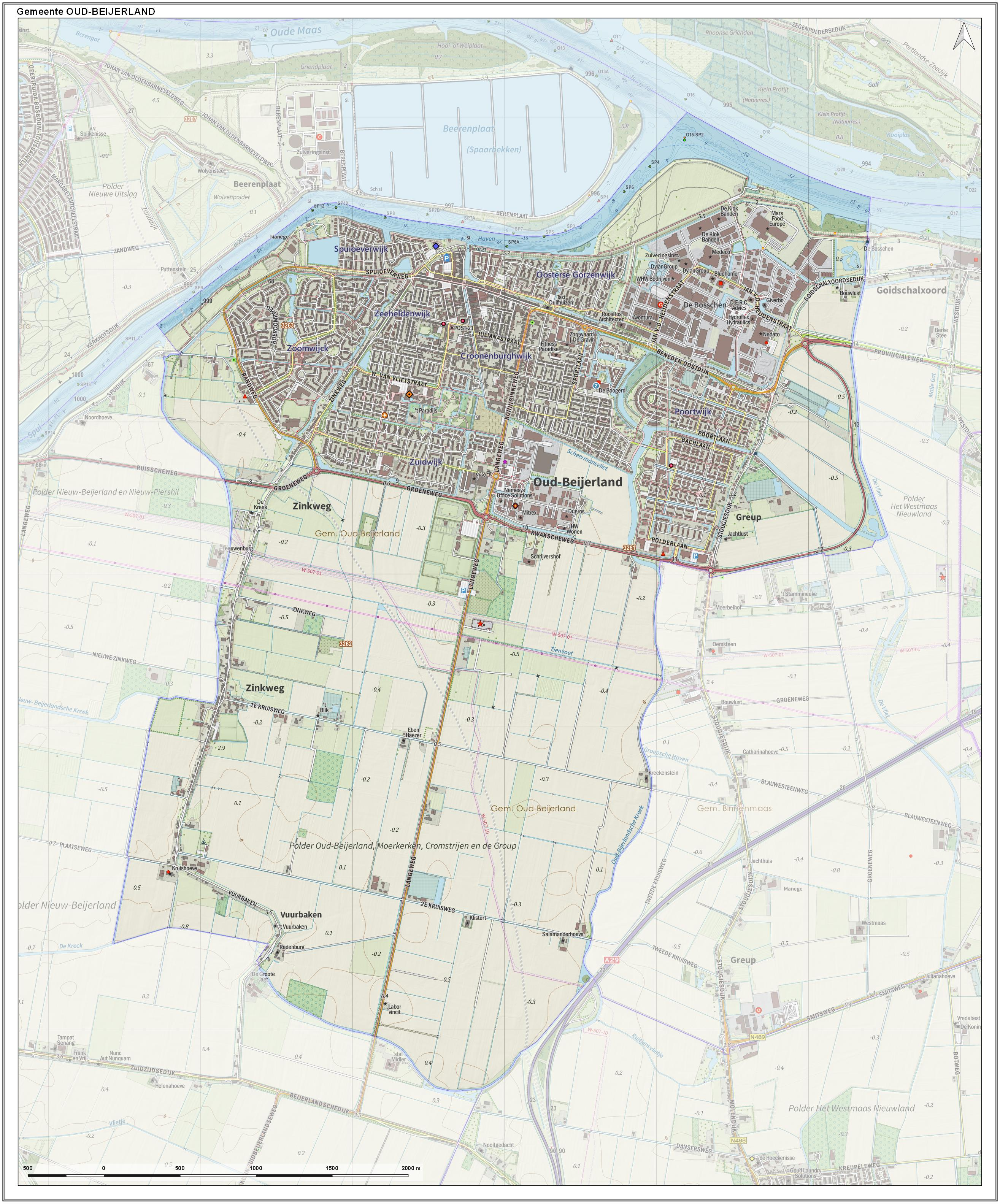
Topografische gemeentekaart van Oud-Beijerland, maart 2017

Oud-Beijerland (uitspraakⓘ) is een plaats en voormalige gemeente in de Nederlandse provincie Zuid-Holland. Het gelijknamige dorp is qua inwoneraantal de grootste plaats in de Hoeksche Waard. Het aantal inwoners per 1 januari 2023 bedroeg 24.895 (bron: CBS).
Oud-Beijerland was een agrarische gemeente, maar is nu een forensendorp. Het heeft bovendien een regionale centrumfunctie. Het dorp is gelegen aan het Spui en aan de Oude Maas en heeft een jachthaven.
Sinds 1 januari 2019 maakt Oud-Beijerland samen met de gemeenten Korendijk, Strijen, Cromstrijen en Binnenmaas onderdeel uit van de gemeente Hoeksche Waard.

## Geschiedenis
Na de Sint Elisabethsvloed in 1421 veranderden grote delen van Putten en de Groote Waard in een gebied van kleiplaten en gorzen, die bij hoog water regelmatig overspoelden. Hierdoor was het gebied nauwelijks door mensen bewoond. In de eeuwen na de ramp werden stukken land weer omdijkt.
Oud-Beijerland is in 1559 door graaf Lamoraal van Egmont gesticht als Beierland, vernoemd naar diens vrouw Sabina van Beieren. Egmont verwierf na de dood van zijn broer Karel in 1541 de rechten van het gebied, en liet het in 1557 bedijken. Vanaf de al bestaande Stougjesdijk werden de nieuwe dijken Oostdijk, Molendijk, Zinkwegsedijk, Vuurbakensedijk, en Beijerlandsedijk aangelegd. Deze polder kreeg de lange naam Beijerland, Moerkerken, Cromstrijen en de Greup. Rond 1624 kwamen er de kleine polders Bosschenpolder en Nieuwlandpolder nog bij.
In 1582 veranderde de naam van het dorp in Oud-Beijerland, ter onderscheiding van het nieuwe dorp Nieuw-Beijerland dat enkele kilometers westwaarts werd gesticht.
Lamoraal van Egmont heeft niet lang van zijn bezit kunnen genieten. In 1568 werd hij op bevel van koning Philips II op de Markt te Brussel onthoofd, samen met de graaf van Horne. De executie leidde tot groot protest en wordt wel beschouwd als het definitieve begin van de gewapende Nederlandse Opstand.
In 1604 kreeg het dorp de kerktoren en een luidklok ten geschenke van Sabina van Egmond, dochter van Lamoraal van Egmont en Sabina van Beieren. Sabina van Egmond had toen inmiddels de rechten op Beijerland geërfd en was daarmee vrouwe van Beijerland geworden. Na haar overlijden in 1614 werd ze op haar verzoek begraven in de dorpskerk. De rechten op Beijerland gingen vervolgens over op Sabina's broer Karel. Hij verkocht deze rechten in 1619 aan de Staten van Holland en West-Friesland.
In 1622 werd het Dorpshuis over de Vliet gebouwd. Vanuit dit gebouw bestuurden schout en schepenen en sprak de vierschaar recht. Het gebouw, vandaag de dag beter bekend onder de naam Oude Raadhuis, is een rijksmonument. Tot diep in de jaren zeventig van de 20e eeuw zetelde het gemeentebestuur van Oud-Beijerland er.
Oud-Beijerland werd al snel na haar ontstaan een van de belangrijkste handelsplaatsen van de Hoeksche Waard. Het dorp leefde van handel, landbouw en visserij. De rijkdom die dit bracht is nog terug te vinden in de statige herenhuizen langs de Vliet en aan de Havendam. In de haven was het vaak een drukte van belang. De suikerfabriek, een sigarenfabriek, een cementfabriek, een paling- en zalmrokerij en andere bedrijven zorgden vanaf de negentiende eeuw bovendien voor veel industriële activiteit in het centrum.
Met de komst van de Barendrechtse brug in 1888 en de RTM stoomtram naar Rotterdam in 1898 ontstonden heuse vervoersstromen en een sterk verbeterde verbinding met de omliggende gebieden. Daarmee kregen ook de handel en industrie een nieuwe impuls. Eind jaren zestig werd de Heinenoordtunnel geopend ter vervanging van de verouderde Barendrechtse brug, terwijl de tramlijn al in 1956 was stilgelegd.
De meeste industrieën zijn inmiddels uit het centrum verdwenen. Veel bedrijven uit Oud-Beijerland en omgeving vestigden zich op de bedrijventerreinen De Bosschen en De Hoogerwerf.

## Winkelen en wonen
In de decennia na de oorlog is het dorp flink gegroeid, van een kleine zevenduizend inwoners in de jaren veertig naar ruim vierentwintigduizend inwoners anno 2021.
De nieuwbouwwijken, zonder hoogbouw, zijn ruim van opzet. Er is veel groen en de speelgelegenheden voor kinderen hebben veel aandacht gekregen.
Oud-Beijerland heeft een centrumfunctie in de Hoeksche Waard op het gebied van wonen, winkelen, werk en onderwijs. Het karakteristieke centrum telt circa 130 detailhandelszaken en 30 horecazaken. Het centrum kampt, net als veel andere winkelgebieden in Nederland, met problemen zoals leegstand. Om die problemen tegen te gaan wordt gewerkt aan een 'Masterplan Centrum 2025' en zijn inmiddels bijvoorbeeld al grote historische muurschilderingen aangebracht om het centrum te verfraaien.
Recente grootschalige projecten in het dorp zijn de bouw van nieuwbouwwijk Poortwijk (1995-2021) met meer dan 1500 woningen en woonzorgcomplex Rembrandt (2015-2016) met bijna 200 appartementen en 68 woningen.

## Vervoer
Oud-Beijerland ligt aan de provinciale weg N217, die het dorp in het oosten verbindt met de A29 bij de Heinenoordtunnel en in het westen met het veer van Nieuw-Beijerland naar Spijkenisse. De N217 vormt ook een groot gedeelte van de rondweg van Oud-Beijerland, die een ontsluiting vormt voor de wegen binnen het dorp.
Er zijn busverbindingen met Rotterdam Zuidplein, Station Rotterdam Lombardijen en de meeste plaatsen in de Hoeksche Waard. In 2021 zou Oud-Beijerland een R-net verbinding met Rotterdam Zuidplein krijgen.[11]
Er is een veerpont van Oud-Beijerland naar Rhoon en naar Spijkenisse.
In de zomer van 2017 en 2018 stopte de Waterbus Haringvliet Expeditie ook in Oud-Beijerland. De vaarverbinding naar en over het Haringvliet maakte onderdeel uit van het Droomfondsproject Haringvliet. Dit project is in het leven geroepen om het natuurgebied Haringvliet een ecologische en economische impuls te geven.

## Overige kernen in de voormalige gemeente
- Greup
- Vuurbaken
- Zinkweg

Greup is een dijkdorp dat voor de fusie tot Hoeksche Waard gedeeltelijk binnen de gemeente Oud-Beijerland ligt. Het overige gedeelte behoorde toe aan de gemeente Binnenmaas. Inmiddels ligt het dorp volledig in de gemeente Hoeksche Waard.
De Zinkweg ligt tussen Oud-Beijerland en Nieuw-Beijerland in. Het is een lange dijk, beginnend in het centrum van Oud-Beijerland, in de polder tussen beide dorpen. In de Tweede Wereldoorlog was er de Verzetsgroep Zinkweg, die het de Duitse bezetter moeilijk maakte. Anno 2017 is de dijk nog voornamelijk bekend van de voetbalclub die er resideert, de VV Zinkwegse Boys, uitkomend in de derde klasse van de KNVB.
Aan het eind van de Zinkweg (vanaf Oud-Beijerland gezien) loopt de dijk uit op Het Vuurbaken. In feite niets meer dan een stukje Zinkweg, maar dan met een kromming in de dijk.

## Kerken
Oud-Beijerland kent een groot aantal kerken. Opvallend is de grote Hervormde Gemeente en de vele reformatorische kerken, onder meer een Gereformeerde Gemeente, een Hersteld Hervormde Kerk en een Oud Gereformeerde Gemeente in Nederland. Daarnaast kent Oud-Beijerland meerdere Evangelische Gemeenten, waarvan de EGHW (Evangelische Gemeente Hoeksche Waard) de grootste is.

## Politiek
De gemeenteraad van Oud-Beijerland bestond uit 19 zetels. Hieronder staat de samenstelling van de gemeenteraad van 1990 tot en met 2018:
| Gemeenteraadszetels | Gemeenteraadszetels | Gemeenteraadszetels | Gemeenteraadszetels | Gemeenteraadszetels | Gemeenteraadszetels | Gemeenteraadszetels | Gemeenteraadszetels |
| Partij              | 1990                | 1994                | 1998                | 2002                | 2006                | 2010                | 2014                |
| ------------------- | ------------------- | ------------------- | ------------------- | ------------------- | ------------------- | ------------------- | ------------------- |
| BINT                | -                   | -                   | 8                   | 6                   | 3                   | 3                   | 5                   |
| D66                 | 3                   | 3                   | 1                   | 1                   | -                   | 2                   | 3                   |
| SGP                 | 3                   | 3                   | 2                   | 3                   | 3                   | 3                   | 3                   |
| VVD                 | 3                   | 5                   | 2                   | 3                   | 3                   | 3                   | 2                   |
| CDA                 | 5                   | 3                   | 2                   | 2                   | 2                   | 2                   | 2                   |
| ChristenUnie        | -                   | -                   | -                   | 1                   | 2                   | 2                   | 2                   |
| PvdA                | 5                   | 3                   | 2                   | 2                   | 4                   | 2                   | 1                   |
| GroenLinks          | -                   | 1                   | 1                   | 1                   | 2                   | 2                   | 1                   |
| RPF                 | -                   | 1                   | 1                   | -                   | -                   | -                   | -                   |
| Totaal              | 19                  | 19                  | 19                  | 19                  | 19                  | 19                  | 19                  |

### Stedenbanden
Oud-Beijerland heeft stedenbanden met
- Lidzbark Warmiński (Polen)
- Zottegem (België)

## Cultuur
Raadhuis Klassiek was een jaarlijks terugkerend klassiek concert in het centrum van Oud-Beijerland. Het orkest bestond uit leden van het Rotterdams Philharmonisch Orkest. Het concert werd georganiseerd door leden van de werkgroep Raadhuis Klassiek. In 2015 vond de 25ste en laatste editie plaats.
Van 2007 tot 2017 vond jaarlijks een cultureel festival plaats in het Laningpark onder de naam 'De Parkdagen'. Dit festival bood een podium voor verenigingen, instellingen en inwoners van de Hoeksche Waard. In 2017 en 2018 werd het festival voortgezet onder de naam 'Parkdag' en in 2019 onder de naam 'Toostfestival'.
In het centrum van Oud-Beijerland is een cultuurroute uitgestippeld. Met behulp van een kaartje en het scannen van QR-codes bij monumenten en bijzondere locaties, kan men meer te weten komen over Oud-Beijerland.

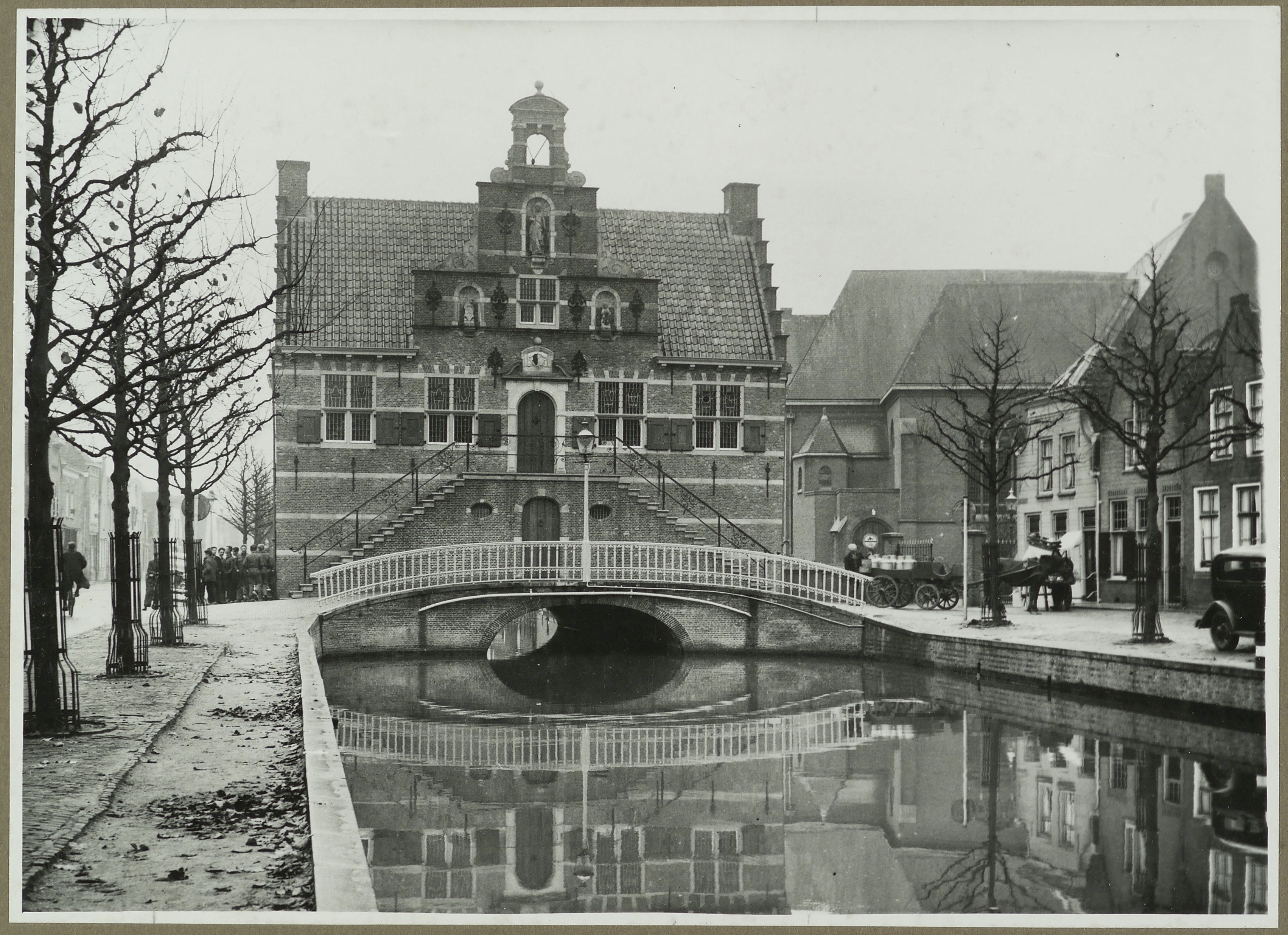
Oude Raadhuis, gebouwd in 1622.

### Monumenten
De plaats telt 28 rijksmonumenten en verder zijn er een diverse gemeentelijke en oorlogsmonumenten, zie:
- Lijst van rijksmonumenten in Oud-Beijerland
- Lijst van gemeentelijke monumenten in Oud-Beijerland
- Lijst van oorlogsmonumenten in Oud-Beijerland

### Kunst in de openbare ruimte
In Oud-Beijerland zijn diverse beelden, sculpturen en objecten geplaatst in de openbare ruimte, zie:
- Lijst van beelden in Oud-Beijerland

## Onderwijsinstellingen

### Basisscholen
- OBS de Zevensprong (de Hoeksche School)
- OBS de Tandem (de Hoeksche School)
- OBS de Klinker (de Hoeksche School)
- OBS het Pluspunt (speciaal onderwijs)(de Hoeksche School)
- CBS de Hoeksteen (CSG de Waard)
- CBS Keuchenius (CSG de Waard)
- CBS de Kriekenhof (CSG de Waard)
- CBS Sabina van Egmond (CSG de Waard)
- CBS Willem Alexander (speciaal onderwijs)(CSG de Waard)
- CBS de Ark (speciaal onderwijs)(CSG de Waard)
- Rudolf Steiner (vrije school)
- Leeuwenhartschool (vrije school)
- Eben-Haëzerschool (VCOHW)
- RKBS Willibrordus

### Voortgezet Onderwijs
- Actief College (RSG-groep)
- Hoeksch Lyceum (RSG-groep)
- CSG Willem van Oranje

## Herdenkingsmunt
- Ter ere van het 450-jarig bestaan van Oud-Beijerland in 2009 is er een, door Els in `t Veld ontworpen, herdenkingsmunt, geslagen: het Lamoraaltje, genoemd naar graaf Lamoraal van Egmond.[9]

## Geboren in Oud-Beijerland
- Philip van Dijk (1683 - 1753), schilder, tekenaar, kunsthandelaar
- Abraham Frank (1838-1917), rabbijn
- Simon Philip Goudsmit (1844-1889), ondernemer
- Carla Benschop-de Liefde (1950-2006), basketbalster en gymnastieklerares
- Renée Jones-Bos (1951), topambtenaar en diplomate
- Adri van Tiggelen (1957), voetballer
- Wim Kooiman (1960), voetballer
- Ria Visser (1961), schaatsster en televisiecommentatrice
- Benno de Goeij (1975), producer
- Rogier Molhoek (1981), voetballer
- Vivienne van den Assem (1983), actrice en presentatrice
- Barbara Sloesen (1988), actrice
- Menno Bergsen (1999), voetballer
- Sarina Heijblom (2005), voetbalster

## Afbeeldingen

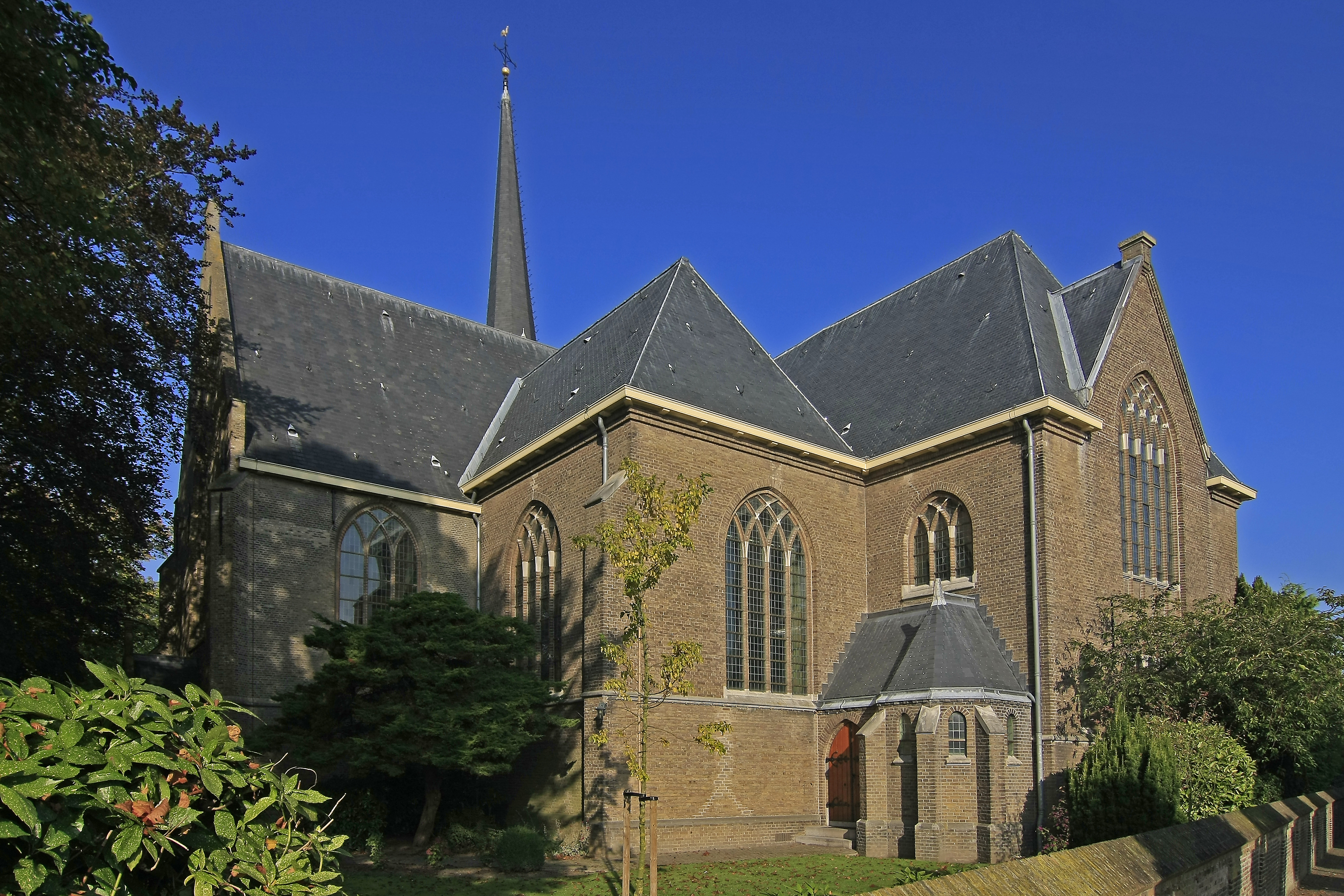
Hervormde Kerk
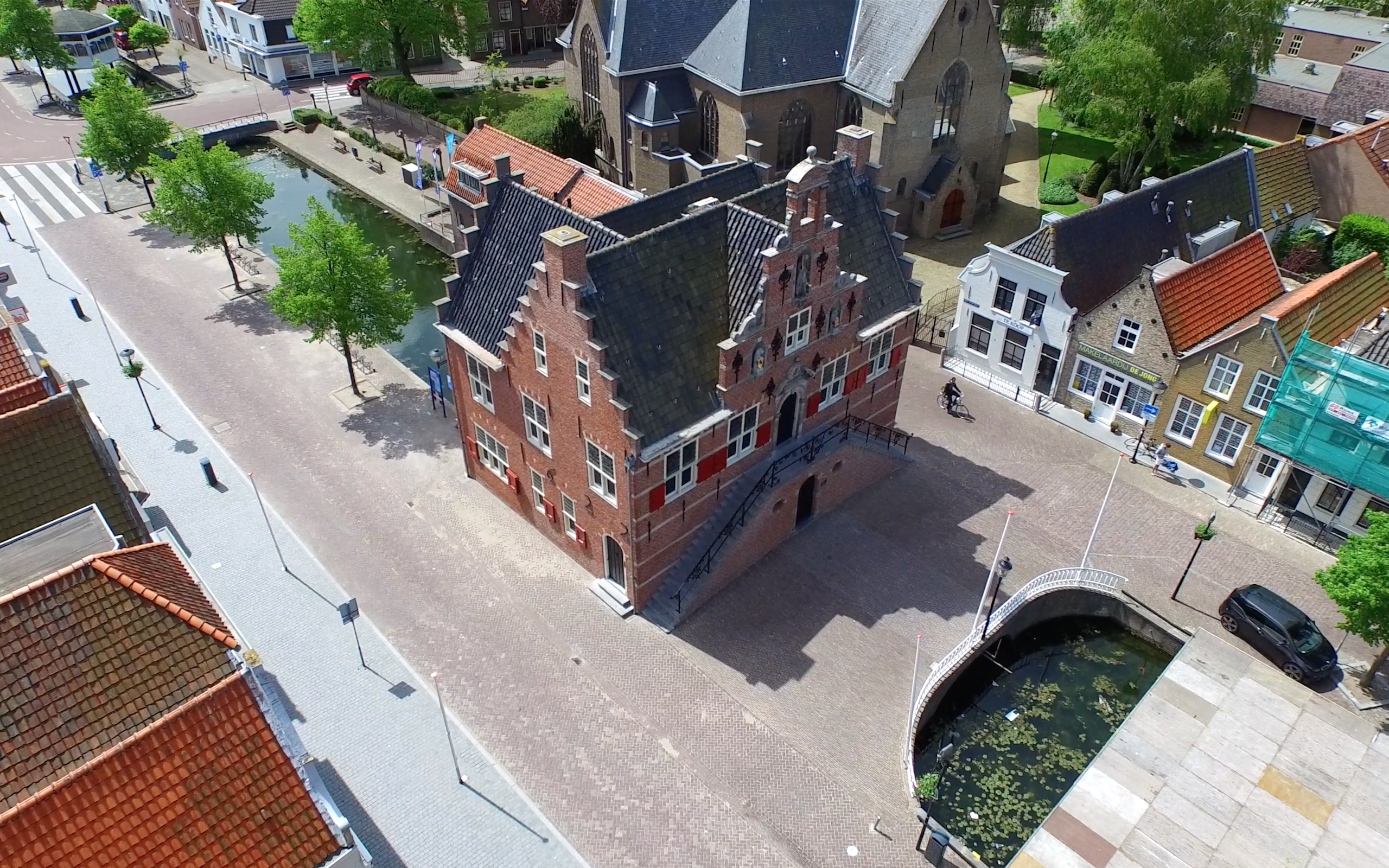
Oude Raadhuis
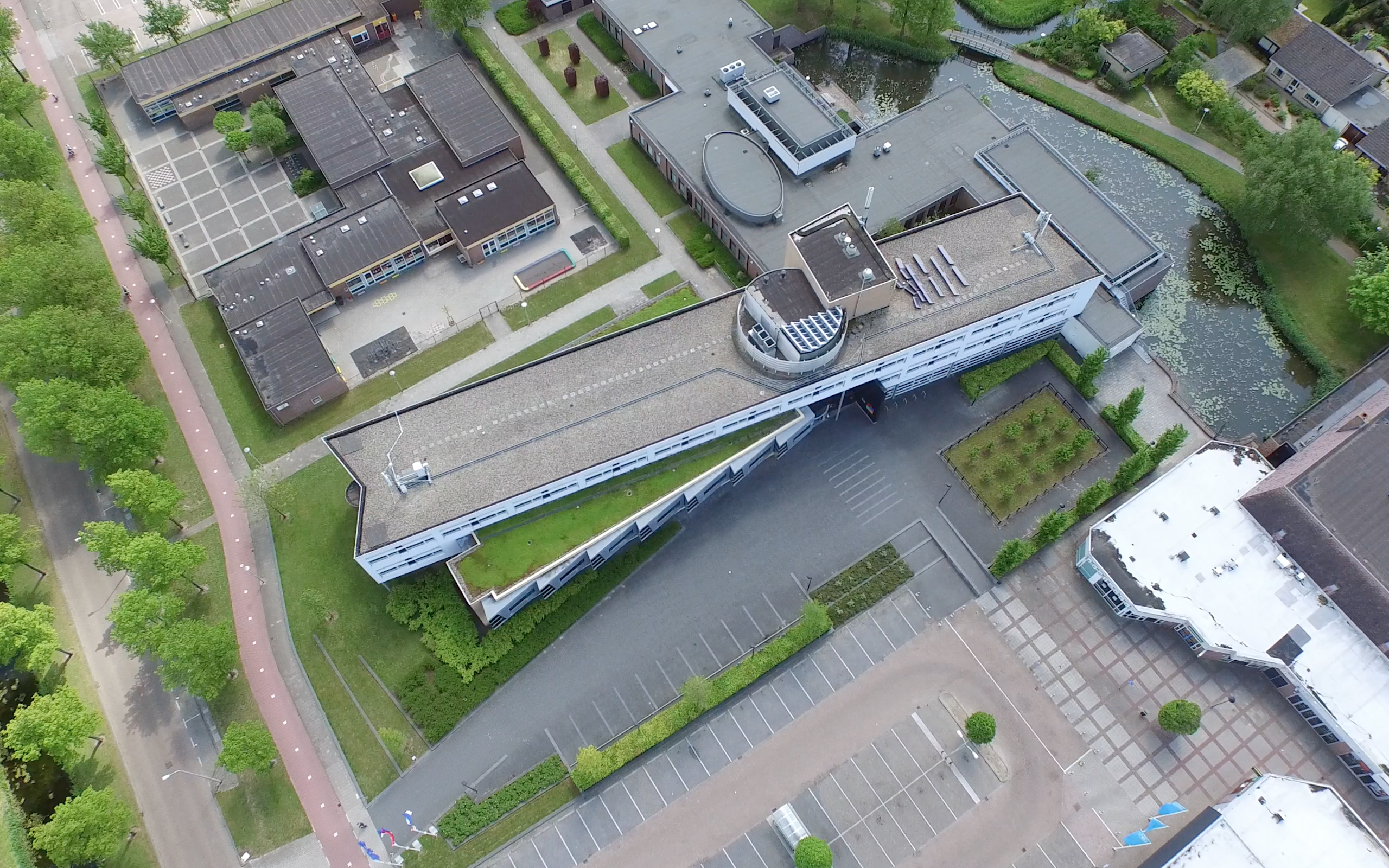
Gemeentehuis
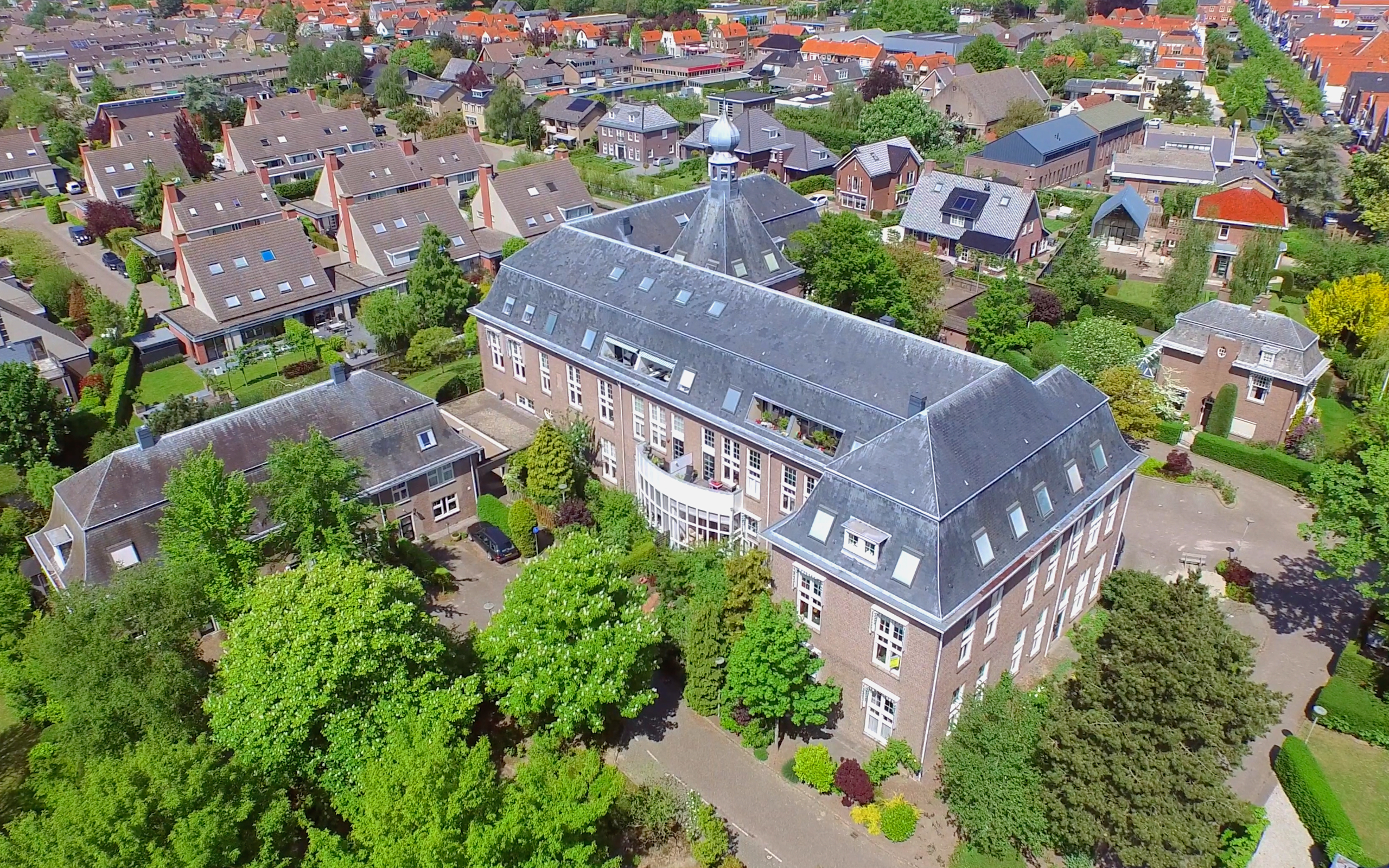
Oude HBS, verbouwd tot woningen
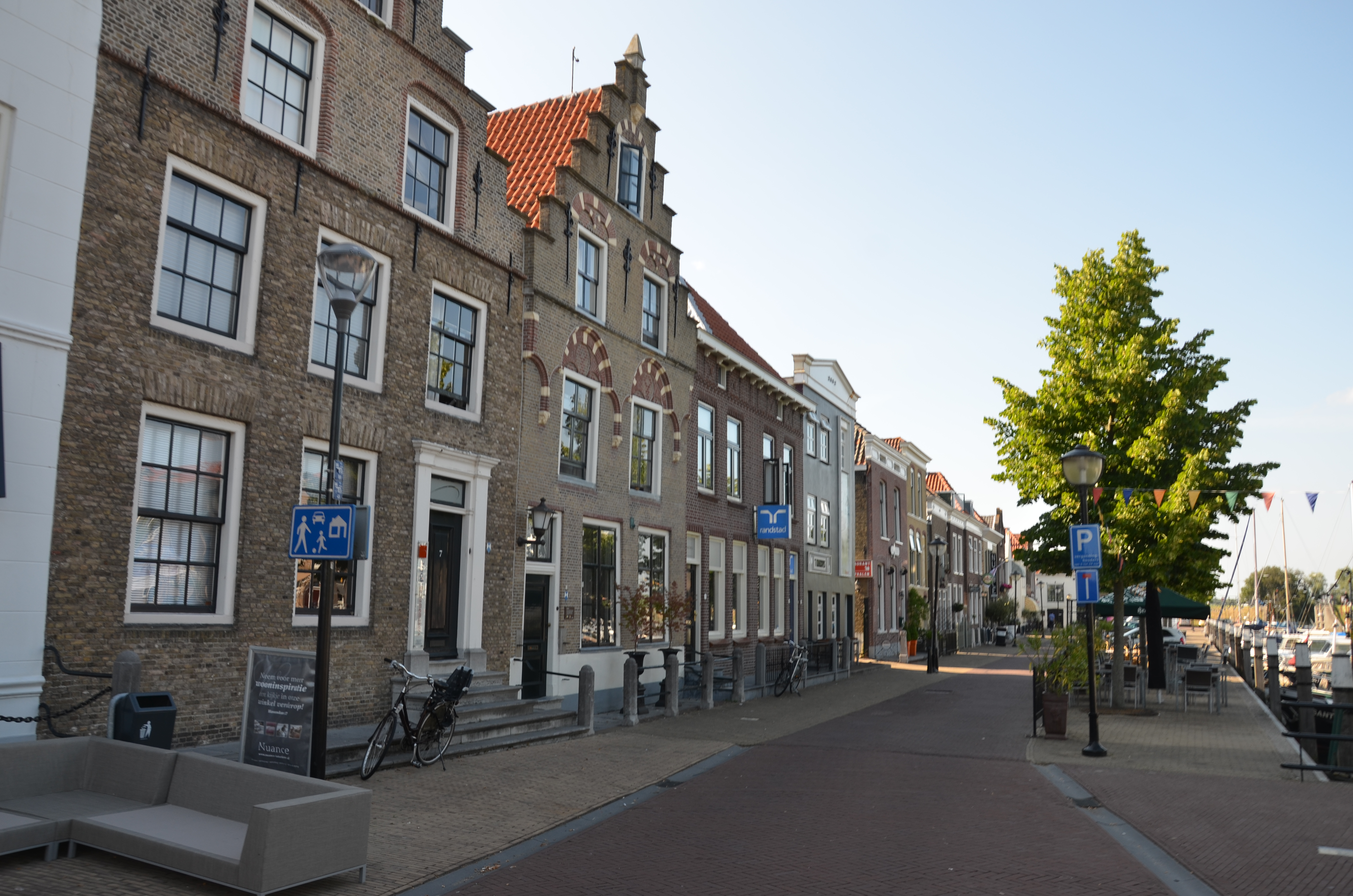
Havendam